# Tipula (Acutipula) phaeoleuca
Tipula (Acutipula) phaeoleuca is een tweevleugelige uit de familie langpootmuggen (Tipulidae). De soort komt voor in het Palearctisch gebied.